# 43-й армейский корпус (вермахт)
43-й армейский корпус (нем. XXXXIII. Armeekorps), сформирован 15 апреля 1940 года.

## Боевой путь
В 1940—1941 — дислоцировался на западной границе Германии, затем на побережье Ла-Манша.
С 22 июня 1941 года — участие в германо-советской войне, в составе группы армий «Центр». Бои в Белоруссии, на севере Украины, затем в районе Тулы.
В 1942 году — бои в районе Юхнова, Спас-Деменска.
В 1943 году — с августа в составе группы армий «Север», бои в районе Невеля.
В 1944 году — бои в районе Нарвы, отступление в Латвию.
В 1945 году — в марте штаб корпуса переброшен из Курляндии в северную Венгрию, в мае 1945 — отступил в Австрию.

## Состав корпуса
В июне 1941:
- 131-я пехотная дивизия
- 134-я пехотная дивизия
- 252-я пехотная дивизия

Части усиления:
- 2-й пушечный дивизион 68-го артполка (12  105-мм пушек  на полугусеничных тягачах),
- 711-й пушечный дивизион (12  105-мм пушек  на полугусеничных тягачах),
- 101-й тяжёлый гаубичный дивизион (12  150-мм гаубиц на полугусеничных тягачах),
- 3-й мортирный дивизион 109-го артполка (9  210-мм мортир на полугусеничных тягачах),
- 611 лёгкий зенитный дивизион ПВО (12  105-мм зенитных пушек ) на конной тяге,
- бронепоезд № 29.

Кроме того 43-му корпусу были приданы: отдельный  сапёрный (частично моторизован) и три отдельных строительных батальона, два штаба артполков(моторизованных), штаб инженерного полка(моторизован), и другие мелкие части. Все артиллерийские части, кроме зенитного дивизиона, были моторизованы, и передвигались на автомашинах, бронетранспортерах  и тягачах.
В августе 1941:
- 34-я пехотная дивизия
- 258-я пехотная дивизия

В июне 1942:
- 31-я пехотная дивизия
- 34-я пехотная дивизия
- 137-я пехотная дивизия

В июле 1943:
- 20-я моторизованная дивизия
- 205-я пехотная дивизия

В сентябре 1944:
- 58-я пехотная дивизия
- 225-я пехотная дивизия
- 389-я пехотная дивизия

## Командующие корпусом
- С 17 июня 1940 — генерал пехоты Готхард Хейнрици
- С 1 февраля 1942 — генерал пехоты Курт Бреннеке
- С 24 января 1943 — генерал пехоты Карл фон Офен
- С 25 марта 1944 — генерал пехоты Эренфрид Бёге
- С 3 сентября 1944 — генерал горных войск Курт Ферзок